# اینس این میکرفیلد
اینس این میکرفیلد (به انگلیسی: Ince-in-Makerfield) یک شهرک در بریتانیا است که در شمال غربی انگلستان واقع شده‌است. اینس این میکرفیلد ۱۵٬۶۶۴ نفر جمعیت دارد.